# Vitja
Vitja je moško osebno ime.

## Izvor imena
Ime Vitja je izpeljano iz imena Vitomir.

## Pogostost imena
Po podatkih Statističnega urada Republike Slovenije je bilo na dan 31. decembra 2007 v Sloveniji 38 oseb z imenom Vitja.

## Osebni praznik
Vitja lahko goduje takrat kot Vitomir.

## Znane osebe
- Vitja Avsec, slovenski skladatelj
- Vitja Rode, slovenski gospodarstvenik in politik